# Verdigny

Verdigny este o comună în departamentul Cher, Franța. În 1 ianuarie 2022 avea o populație de 318 de locuitori.